# Cześniki (przystanek kolejowy)
Cześniki – przystanek osobowy w Jarosławcu, w gminie Sitno, w powiecie zamojskim, w województwie lubelskim. Położony jest przy linii kolejowej z Zawady do Hrubieszowa Miasto. Został oddany do użytku w 1916 roku.